# Snježnik
A Snježnik egy karszthegység Horvátországban, Fiume városa felett, Gorski kotar nyugati részén.

## Leírása
A Snježnik egy 10 km hosszú sziklás hegygerinc, amely északnyugatról délkeletre húzódik, hegyi rétek veszik körül. Nevét a nagy mennyiségű hóról kapta, amely a tenger közelsége ellenére késő tavaszig kitart. A csúcs közvetlen közelében a havasi gyopár (Leontopodinum alpinum ssp. Krasense) természetes élőhelyei találhatók, és 16 m-rel a csúcs alatt található a Snježnik hegyi menedékház. Snježnik csúcs területe a Risnjak Nemzeti Parkban található. Eldugott helyzetének és magasságának köszönhetően az 1506 méteres tengerszint feletti kilátóból az egyik legszebb panoráma nyílik Horvátországban.
Fentről gyönyörű kilátás nyílik a Kvarner-öböl szigeteire, a Fiumei-öbölre, az Obručra, az Isztriára és a legmagasabb Učka-csúcsra, valamint a szlovén Snežnikre, mögötte pedig jó láthatósággal a Kamnik-Savinja-Alpok láthatók. A Snježnik-hegység a kissé magasabb Risnjaktól északnyugatra helyezkedik el. Délkeletre a Veliki Risnjak csúcsa, a Nagy-Kapela és a háttérben a Velebit-hegység látható.